# 羅德島州州旗
羅德島州州旗以白色為底，中央有一個金黃色的錨，代表該州格言「希望」（HOPE），其四周圍繞著13顆金黃色星形，象徵美國最初的十三州、以及羅德島州是第13個批准美國憲法的州。在錨的下方則有寫著該州格言「希望」的藍色緞帶。該州法律明定此旗幟須鑲有金黃色的邊緣。1897年起，該州正式採用此州旗，直到現今。

## 外部連結
- Rhode Island State Laws: § 42-4-3 State flag （页面存档备份，存于）
- Flags of the world Rhode Island page